# Lucas Rodrigues da Silva
Lucas Rodrigues da Silva (nascut el 27 d'agost de 1999) és un futbolista professional brasiler que juga com a davanter al club portuguès Casa Pia cedit pel Moreirense FC.

## Carrera professional
El 22 d'agost de 2018, Rodrigues va signar el seu primer contracte professional amb el Moreirense FC. Rodrigues va fer el seu debut professional amb el Moreirense en la victòria per 2-0 de la Primeira Liga contra el Portimonense SC el 29 de març de 2019.
El 30 d'agost de 2019 es va incorporar cedit al Mafra.
El 16 de juliol de 2021 es va traslladar amb una nova cessió al Casa Pia.